# Nguyễn Thị Vinh
Nguyễn Thị Vinh (ur. 12 lutego 1992) – wietnamska zapaśniczka walcząca w stylu wolnym. Zajęła piętnaste miejsce na mistrzostwach świata w 2019. Dziesiąta na igrzyskach azjatyckich w 2018. Brązowa medalistka halowych igrzysk azjatyckich w 2017. Piąta na mistrzostwach Azji w 2014 roku.